# Leif Skiöld
Leif Gustav "Leffe" Skiöld, född 28 juli 1935 i Nynäshamn, död där 27 oktober 2014, var en svensk landslagsspelare i fotboll och skyttekung i Allsvenskan.

## Fotbollskarriär
Skiöld spelade under sin fotbollskarriär i både AIK och Djurgårdens IF. I den senare klubben blev han år 1962 allsvensk skyttekung på 21 gjorda mål. Två år senare blev han svensk mästare då hans Djurgården vann Allsvenskan på samma poäng som tvåan Malmö FF men med 1(!) mer gjort mål.
Under 1962 fick Skiöld göra landslagsdebut. På de fyra matcher han spelade gjorde han fyra mål; ett i debutmatchen mot Norge på Ullevål (förlust 1-2) och tre i sin sista landskamp - mot Israel i Tel Aviv i en svensk 4-0-seger.
Skiöld, som under ungdomsåren också gjorde J-landskamper i ishockey, avslutade 1965-66 sina fotbollsår med att spela i IFK Luleå.

## Privatliv
Skiöld gifte sig med Inger och med henne fick han två barn. Sedan 1961 bodde han i födelsestaden Nynäshamn där han drev en elektrikerfirma.

## Meriter

### I klubblag
Djurgårdens IF
- Svensk mästare (1): 1964
- Allsvenskan, stort silver (1): 1962

### I landslag
Sverige
- 4 landskamper, 4 mål

### Individuellt
- Skyttekung i Allsvenskan 1962, 21 mål

### Webbsidor
- Profil på nationalfootballteams.com
- Statistik på aik.se
- Profil på worldfootball.net
- Lista på landskamper, svenskfotboll.se, läst 2013 01 29
- ”Landskampsfakta”. Arkiverad från originalet den 8 juli 2012. http://archive.is/2012.07.08-154557/http://hem.passagen.se/fotbollslandslaget/1962.htm.